# Ashley Owens
Ashley Owens (née le 19 novembre 1985) est une athlète américaine spécialiste du sprint. 

## Carrière

### Palmarès
| Année | Compétition                        | Lieu       | Résultat | Epreuve    | Performance |
| ----- | ---------------------------------- | ---------- | -------- | ---------- | ----------- |
| 2003  | Championnats panaméricains juniors | Bridgetown | 4e       | 100 mètres | 11 s 74     |
| 2003  | Championnats panaméricains juniors | Bridgetown | 1re      | 4 x 100 m  | 44 s 00     |
| 2004  | Championnats du monde juniors      | Grosseto   | 1re      | 100 mètres | 11 s 13     |
| 2004  | Championnats du monde juniors      | Grosseto   | 1re      | 4 x 100 m  | 43 s 49     |

### Records
| Épreuve    | Performance | Lieu        | Date            |
| ---------- | ----------- | ----------- | --------------- |
| 100 mètres | 11 s 13     | Grosseto    | 14 juillet 2004 |
| 200 mètres | 23 s 26     | Albuquerque | 5 juin 2004     |

| Épreuve    | Performance | Lieu        | Date            |
| ---------- | ----------- | ----------- | --------------- |
| 60 mètres  | 7 s 19      | Pocatello   | 21 février 2004 |
| 200 mètres | 23 s 53     | Albuquerque | 25 février 2006 |